# Dionisio Laurerio
Dionisio Laurerio (Sieti, 1497 – Roma, 17 settembre 1542) è stato un cardinale e vescovo cattolico italiano.

## Biografia
Nato a Sieti, un casale dello stato di Giffoni, figlio di Candeloro de Laurerio (Lauderio), fratello di Giovanni che continuò a vivere a Sieti, mentre il fratello Vincenzo si trasferì a Benevento anche se non mancò sistematicamente di visitare la famiglia a Sieti (vedi fasci notarili del notaio Dionisio Falivene), entrato giovanissimo tra i Servi di Maria, dimostrò grande intelligenza e una particolare inclinazione per le scienze fisiche e matematiche. Conseguita la laurea in sacra Teologia, insegnò prima a Perugia, poi a Bologna (1525-1529) e a Roma. Nel capitolo generale dei Servi di Maria del maggio 1527 venne eletto procuratore dell'Ordine. Era talmente stimato come giurista che Enrico VIII re d'Inghilterra, nel 1530, lo elesse suo procuratore presso la Santa Sede al posto di Thomas Cranmer (Lettera di Enrico VIII a Clemente VII in data 22 gennaio 1530).
Papa Paolo III, che da molto tempo aveva per lui amicizia, il 22 gennaio 1535 lo elesse generale dell'Ordine, elezione accettata poi dai padri nel capitolo generale di Budrio del 29 aprile dello stesso anno. Il Laurerio l'accettò con riluttanza e con lacrime (reluctans et plorans). Promosse con zelo la regolare osservanza religiosa, favorendo ogni buona riforma, e gli studi, specialmente lo studio di San Tommaso e la Scolastica.
Nell'ottobre dello stesso anno 1535 venne inviato dal Papa come legato apostolico presso Giacomo I di Scozia. Di fatto però non arrivò in Scozia, ma incontrò re Giacomo in Francia. Nel suo viaggio, conobbe a Parigi anche il re di Francia Francesco I, Carlo II duca di Savoia e il duca di Toscana, coi quali trattò del concilio ecumenico che si intendeva celebrare. Per affrettare poi la riforma cattolica per tutta la Chiesa, diede alle stampe, in quel tempo, il celebre scritto: Compositionum defensio, che presentò a papa Paolo III.
Il 19 dicembre 1539 venne creato cardinale del titolo di San Marcello. Devotissimo della Madonna, nella lettera con la quale annunziò all'Ordine la sua elevazione alla porpora, appellò sé stesso: il Cardinale della Madre di Dio. Continuò a governare l'Ordine mediante i vicari generali. Come cardinale, fu penitenziere maggiore della Basilica Vaticana, inquisitore generale e fu uno dei componenti la Congregazione pro reformatione Curiae et officialium. Il 18 febbraio 1540 venne eletto vescovo di Urbino, poi legato a Benevento e provveditore per la Campania. Fu anche presente allo storico convegno del Papa con Carlo V a Lucca l'8 settembre 1541.
Ai primi del 1542 era molto ammalato. Si portò in Toscana ai Bagni San Filippo, dove vi era un eremo-convento dei Servi da lui riaperto nel 1540, e con lettera del 24 marzo 1542 convocò il capitolo generale dell'Ordine a Faenza per il 27 maggio, al quale però non partecipò.
Il 4 luglio 1542 Paolo III affiancò a Gian Pietro Carafa, il futuro papa Paolo IV, una commissione di cardinali per coordinare l'attività dell'inquisizione: Dionisio Laurerio è allineato agli intransigenti con Carafa, Pier Paolo Parisio e Bartolomeo Guidiccioni; completano la commissione i due concilianti Giovanni Morone e Tommaso Badia.
Morì il 17 settembre 1542, a 45 anni, e fu sepolto nella sua chiesa di San Marcello a Roma.
Si occupò anche di studi matematici: nei dipinti che lo rappresentano posa una mano sopra un'armilla ed accenna a calcoli matematici.